# دستور دراكو

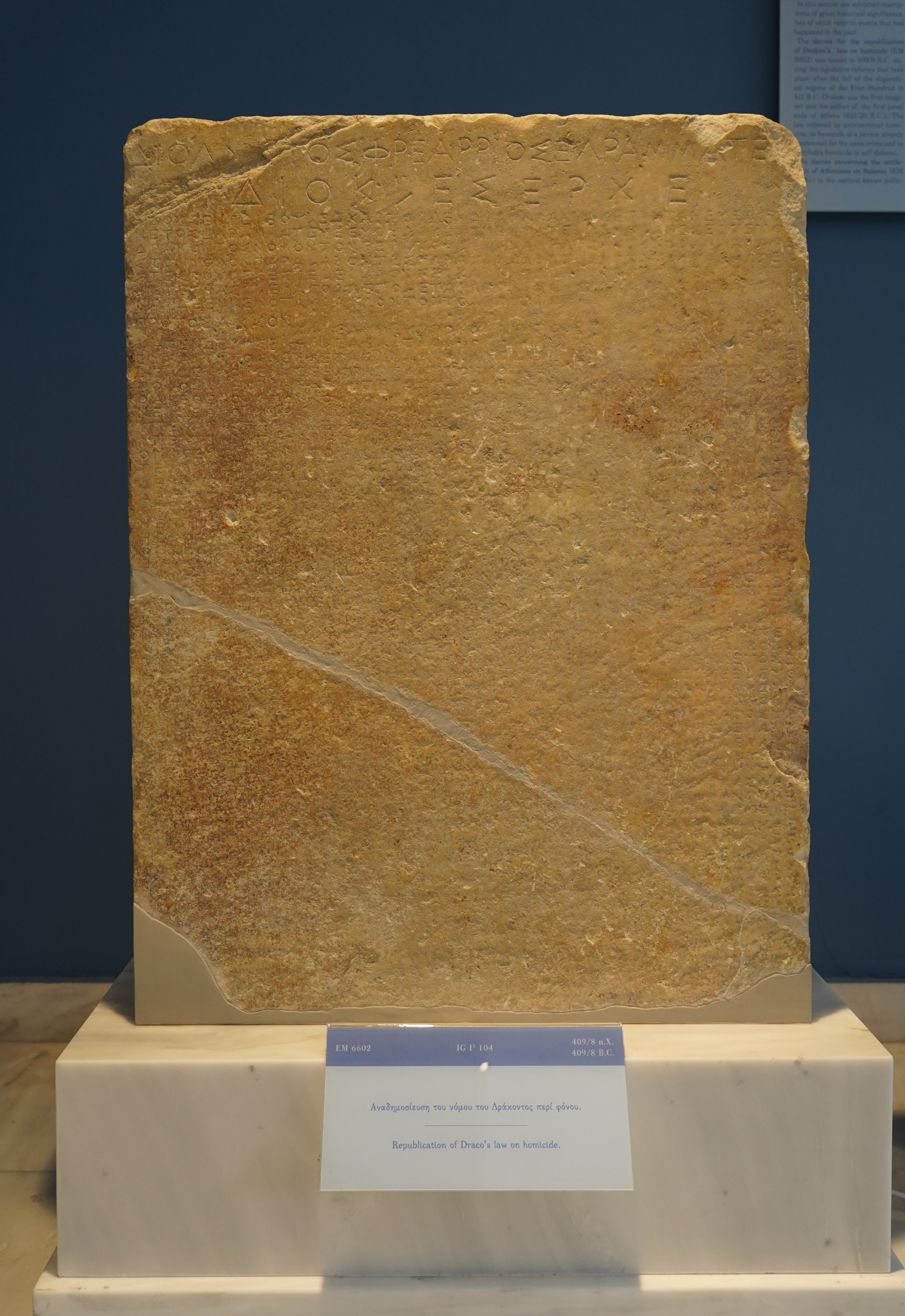
إعادة نشر لقانون دراكو بشأن جرائم القتل (408-409 قبل الميلاد)

الدستور الدراكوني، أو قانون دراكو، كان قانونًا مكتوبًا فرضه دراكو في أثينا قرب نهاية القرن السابع قبل الميلاد؛ وبدأ تأليفه حوالي عام 621 قبل الميلاد. وقد كُتب ردًا على التفسير والتعديل الجائرين للقانون الشفوي من قبل الأرستقراطيين الأثينيين. ونظرًا لأن معظم المجتمعات في اليونان القديمة دوّنت القانون الأساسي خلال منتصف القرن السابع قبل الميلاد، فقد تلاعبت الطبقة الأرستقراطية بالقانون الشفوي الأثيني حتى ظهور قانون دراكو حوالي عام 621 قبل الميلاد، كلف سكان أثينا دراكو بوضع قانون مكتوب ودستور، مما منحه لقب أول مشرع في أثينا. كان بإمكان المتعلمين قراءة القانون في موقع مركزي يسهل على أي شخص الوصول إليه. كان هذا التشريع لسيادة القانون مظهرًا مبكرًا للديمقراطية الأثينية.